# Флаг Токантинса
Флаг бразильского штата Токантинс представляет собой прямоугольное полотнище, состоящее из трёх равновеликих диагональных полос синего, белого и золотого цветов. В центре белой полосы изображено солнце.

## История
Токантинс — самый молодой штат Бразилии: он был выделен из северной части штата Гояс в 1988 году. 17 ноября 1989 года был утверждён флаг нового штата.

## Символика
Синий цвет обозначает водные ресурсы штата, белый символизирует мир, золотой — плодородные почвы. Солнце на флаге олицетворяет будущее штата.